# 紐澤西號戰艦 (BB-16)

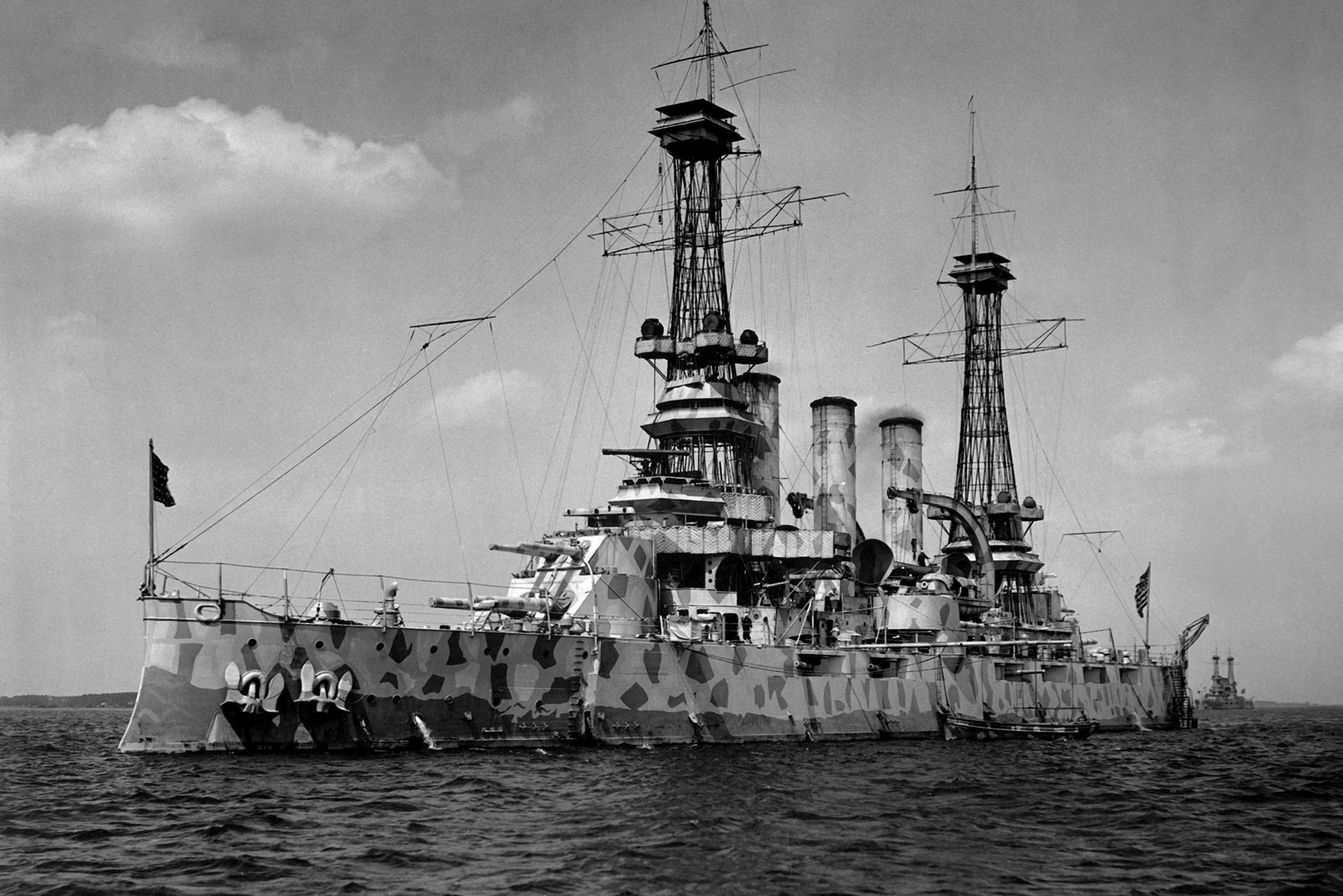
紐澤西號戰艦

紐澤西號戰艦（英語：USS New Jersey，舷號：BB-16）是美國海軍一艘維吉尼亞級戰艦，也是美國第一艘以「紐澤西號」命名的船隻。紐澤西號於1904年11月10日於霍河造船廠（Fore River Shipyard）下水，於1906年5月12日服役，由威廉·威爾特·基伯爾（William Wirt Kimball）上校指揮。紐澤西號最後被用於威廉·米切尔的陸軍航空隊炸彈測試，爆破擊沉。